# Parasmittina macginitiei
Parasmittina macginitiei är en mossdjursart som beskrevs av Jacqueline A. Soule 2002. Parasmittina macginitiei ingår i släktet Parasmittina och familjen Smittinidae. Inga underarter finns listade i Catalogue of Life.